# John Moresby
John Moresby (Allerford, Somerset, 1830. március 15. – Fareham, Hampshire, 1922. július 12.) brit tengerésztiszt, aki feltérképezte Új-Guinea partjait és felfedezte Port Moresby helyét. Őróla nevezték el Pápua Új-Guinea fővárosát, Port Moresby-t.

## Élete
Édesapja Sir Fairfax Moresby admirális volt. Fiatalon beállt a haditengerészethez első osztályú önkéntesként a HMS Victor nevű hajóra. Később gondjaira bízták az 1031 tonnás lapátkerekes gőzöst, a HMS Basilisk-ot, mellyel hidrológiai megfigyeléseket végzett Új-Guinea keleti partjai mentén. Miközben kutatásokat végzett a déli parton, felfedezett egy kikötőt, melyet – édesapjáról – Fairfax-nek nevezett el. A már létező bennszülött falvakon – főleg Hanuabada – alapuló, újonnan létesített várost Port Moresby-nek nevezték el, és ma ez a főváros.
John Moresby kutatta a Kína és Ausztrália közti rövidebb útvonalat is és a sziget keleti végén felfedezte a Kína-tengerszorost (China Straits). Folytatta felfedezéseit az északnyugati partvidék mentén, a Huon-öbölig.
Moresby 1876. szeptember 29. és 1878. március 6. között a HMS Endymion parancsnoka volt. Később ellentengernaggyá léptették elő. 1922. július 12-én hunyt el.

## Fordítás
- Ez a szócikk részben vagy egészben  a   John Moresby című angol Wikipédia-szócikk fordításán alapul.  Az eredeti cikk szerkesztőit annak laptörténete sorolja fel. Ez a jelzés csupán a megfogalmazás eredetét és a szerzői jogokat jelzi, nem szolgál a cikkben szereplő információk forrásmegjelöléseként.